# 黒川桃花
黒川 桃花（くろかわ ももか、2004年12月3日 - ）は、日本の女優。

## 略歴
神奈川県藤沢市出身。2008年、立花演劇研究所湘南スクールに入所、芸能界入り。
2018年、立花演劇研究所を修了後、フリーランス。
2023年4月、東京音楽大学へ入学。

## 出演

### テレビ番組
- 天才てれびくんシリーズ（NHK Eテレ） - てれび戦士
  - Let's天才てれびくん（2016年4月4日 - 2017年3月30日）
  - 天才てれびくんYOU（2017年4月3日 - 2018年3月29日）
- 全日本歌唱力選手権 歌唱王（2018年12月27日、日本テレビ） - 第6回 決勝進出者
- 関ジャニ∞のTheモーツァルト 音楽王No.1決定戦（2020年9月25日、テレビ朝日）

### 舞台
- 劇団民藝「海霧」（2011年）リツ（7歳の頃）、千鶴（7歳の頃） 役
- 音楽劇「二十四の瞳」（2012年）小学校1年生 役
- 第2回とやま世界こども舞台芸術祭参加公演「やさしいライオン」（2012年）
- GIFTをあなたに（2013年）
- YU-KI PROMOTION 2014 Evolution（2014年）
- ファミリーミュージカル ココスマイル7〜夏色のマイソング〜（2014年）竹内美園（みその） 役
- アニー（2015年） - 主演・アニー 役
- ドリームミュージカル2016「長くつ下のピッピ〜ピッピ虹を渡る〜」（2016年） - 主演・ピッピ 役
- 冒険者たち〜この海の彼方へ〜（2018年） - 主演・ガンバ 役
- Play a Life 10周年記念公演（2025年）[2]
- 明日待ってるからね
- ZOO
- くるみ割り人形
- ダウンタウンキッズ

### 広告
- コールマン - WEB
- 三井不動産 レジデンシャル柏の葉二番街 - VP